# Geelstuitketellapper
De geelstuitketellapper (Pogoniulus bilineatus) is een vogel uit de familie Afrikaanse baardvogels (Lybiidae).

## Kenmerken
De geelstuitketellapper is een kleine, gedrongen en opvallend getekende vogel van 11 cm lengte. De kruin, rug en mantel zijn glanzend zwart. Op de kop is er een witte wenkbrauwstreep en daaronder een tweede, bredere witte baardstreep. De stuit, buik en vleugels zijn heldergeel.

## Leefwijze
Deze vogel is nogal agressief ten opzichte van soortgenoten en verdedigt zijn territorium bijzonder fel tegen indringers. Zijn voeding bestaat uit vruchten en insecten.

## Verspreiding en leefgebied
De geelstuitketellapper komt voor van West- tot Zuidoost-Afrika. Het is een algemeen voorkomende standvogel.
De soort telt zes ondersoorten:
- P. b. leucolaimus: van Senegal en Gambia tot zuidelijk Soedan, Oeganda, zuidelijk Congo-Kinshasa en noordelijk Angola.
- P. b. poensis: het eiland Bioko in de Golf van Guinee.
- P. b. mfumbiri: van zuidwestelijk Oeganda en oostelijk Congo-Kinshasa tot westelijk Tanzania en Zambia.
- P. b. jacksoni: van centraal Kenia en oostelijk Oeganda tot Rwanda, Burundi en noordwestelijk Tanzania.
- P. b. fischeri: de kust van Kenia en noordoostelijk Tanzania.
- P. b. bilineatus: van zuidoostelijk Tanzania tot oostelijk Zuid-Afrika.

Geen consensus over soort- of ondersoortstatus:
- Pogoniulus makawai – witborstketellapper: noordwestelijk Zambia.

Het leefgebied bestaat uit ondergroei van vooral klimplanten in bosgebieden, montaan bos tot op 2000 m en ook in tuinen maar niet in ongerept regenwoud.

## Status
Hij heeft een groot verspreidingsgebied en daardoor is de kans op de status kwetsbaar (voor uitsterven) gering. De grootte van de populatie is niet gekwantificeerd. Er is geen aanleiding te veronderstellen dat de soort in aantal achteruit gaat. Om deze redenen staat de geelstuitketellapper als niet bedreigd op de Rode Lijst van de IUCN.